# Pygopleurus koniae vulpoides
Pygopleurus koniae vulpoides es una subespecie de coleóptero de la familia Glaphyridae.

## Distribución geográfica
Habita en Turquía.